# Jean Nicod
Pour l’article ayant un titre homophone, voir Jean Nicot.
Pour les articles homonymes, voir Nicod (homonymie).
Jean George Pierre Nicod (1er juin 1893 - 16 février 1924) est un philosophe, épistémologue et spécialiste de philosophie de la logique français.

## Biographie
Agrégé de philosophie en 1914 et auteur de deux thèses qu'il finira juste avant sa mort, il fut professeur à Toulon, Cahors et Laon. Il fut élève de Bertrand Russell à Cambridge, où il étudia les Principia Mathematica et le Tractatus Logico-philosophicus de Wittgenstein. De santé fragile, il fut exempté de service militaire et dut interrompre ses cours pour se soigner. Il mourut finalement de tuberculose à 30 ans, alors qu'il avait achevé deux thèses qu'il devait soutenir à la Sorbonne. Elles furent publiées peu après sa mort.

## Travaux de recherche
Nicod montra, dans “A Reduction in the Number of Primitive Propositions of Logic”, que les axiomes de la logique classique des connecteurs pouvaient être réduits à un seul axiome contenant comme seul connecteur la « barre de Sheffer » (correspondant à l'opérateur logique NAND) ou sa forme duale, dite « opérateur de Peirce » (qui correspond au NOR). Russell, dans la préface à la seconde édition des Principia Mathematica, estima que cette découverte était une avancée importante en logique.
Il énonça également le critère de Nicod (une proposition de la forme "Tous les A sont B" est confirmée par l'observation d'un A particulier qui est B).
L'Institut Jean-Nicod a été nommé en son honneur (2002) après la création des Conférences Jean Nicod (1993).

## Œuvres
- “A Reduction in the Number of Primitive Propositions of Logic”, Proceedings of the Cambridge Philosophical Society 19 (1917-20), 32-41
- « Le Traité de Logique de Goblot », Revue de métaphysique et de morale, n° 26, 1919
- « La géométrie des sensations de mouvement », Revue de métaphysique et de morale, n° 28, 1921, p. 537-543
- « Mathematical Logic and the Foundations of Mathematics », The Encyclopedia Britannica, London/New York, 1922, 874-876
- « Les tendances philosophiques de M. Bertrand Russell », Revue de métaphysique et de morale, n° 29, 1922, p. 77-84
- La Géométrie dans le monde sensible, Paris, 1923 (Thèse), Bibliothèque de Philosophie contemporaine, Félix Alcan, PUF.
- Le Problème logique de l'induction, Paris, 1923 (Thèse complémentaire), Bibliothèque de Philosophie contemporaine, Félix Alcan, PUF.
- “Freedom of Association and Trade Unionism : An Introductory Survey”, International Labor Review (Genève) 9 (1924), 467-480
- « Les relations des valeurs et les relations de sens en logique formelle », Revue de métaphysique et de morale, n° 31, 1924, p. 467-80
- Foundations of Geometry & Reduction, Containing Geometry in a Sensible World and the Logical Problem of Induction, 1930